# Galería José María Velasco
La Galería José María Velasco (GJMV) es un museo y una institución de cultura en México. Se encuentra en las inmediaciones de los barrios de Tepito y La Lagunilla, en el Centro Histórico de la Ciudad de México.
El recinto lleva el nombre del reconocido paisajista mexicano José María Velasco, y su papel ha radicado en formar públicos nuevos en el gusto por las artes visuales, presentando y promoviendo la creación de artistas, mexicanos principalmente, siendo una plataforma para artistas emergentes en diversos medios y realizando antologías o proyectos puntuales de artistas con trayectoria.
Forma parte de los museos y galerías del Instituto Nacional de Bellas Artes (INBA). Después del Palacio de Bellas Artes y del Salón de la Plástica Mexicana, es en México uno de los sitios más antiguos en la promoción del arte y la cultura contemporáneos.[cita requerida]
Forma parte del Circuito Cultural Norte, iniciativa de museos de la ciudad con diversas misiones, ubicados todos en una de las zonas con mayor concentración poblacional y las problemáticas que conlleva, pero aún con poco desarrollo museístico de corte gubernamental o privado.[cita requerida]

## Historia
Con el fin de descentralizar y difundir las artes en la Ciudad de México, Fernando Gamboa siendo director del Departamento de Artes Plásticas del Instituto Nacional de Bellas Artes, propone el Programa de Galerías Populares.
En ese marco, el 7 de septiembre de 1951 se inauguró en el barrio de Tepito, la Galería José Clemente Orozco, teniendo en cuenta que en esta zona de la ciudad la población tenía un nulo acceso a actividades artísticas y culturales. En 1962 se cambió el nombre a Galería José María Velasco.
Esta galería fue construida en el espacio donde otrora ocupara el Teatro Rayo, centro de espectáculos de media noche durante los años cuarenta del siglo XX, cuando el área se había convertido en zona roja y de establos. Muy cerca se encontraba el bar y posada "El Correo Español", uno de los lugares de juerga del compositor Agustín Lara y la actriz María Félix. Está ubicada además en una calle de larga historia, Peralvillo, que fuera vía de peregrinaje que conectaba a la Catedral Metropolitana con la Basílica de Guadalupe. También se localiza muy cerca de la Iglesia de Santa Ana, templo donde oficiara el prócer independentista Mariano Matamoros y primer sitio en la ciudad donde se persignara cada nuevo virrey enviado por la Corona española durante la era de la Colonia, para agradecer un viaje bienaventurado y su arribo a este territorio.

## Exposiciones
Tras iniciar con exposiciones de maestros legendarios como José Clemente Orozco, de 1951 a 1999, su enfoque va mutando varias veces, yendo desde ser un espacio que promueve artistas que despuntan su carrera y nuevos talentos con reconocimiento, ser un foro para artistas del interior de la república o ser sede también de algunos proyectos colectivos derivados de concursos institucionales nacionales o internacionales. En este período la galería destaca siendo foco difusor del Movimiento de Tepito Arte Acá en la era de los grupos, con figuras como el escritor Armando Ramírez y el muralista Daniel Manrique, así mismo se convierte en un espacio pionero de promoción del arte conceptual en México, al mostrar obra del entonces joven Felipe Eherenberg.
En el período de 2000 a 2004 su perfil se centra en proyectar artistas emergentes en medios tradicionales tanto como en el ámbito de la performance y el videoarte, también en revisar la creación de aquellos artistas nacidos durante las décadas de 1950 y 1960.
Además de continuar con la proyección de artistas emergentes en medios tradicionales (pintura, gráfica, escultura, etc.), de 2005 a la fecha se ha abocado a ser un espacio incluyente que promueve la diversidad cultural tras dar seguimiento y difundir la creación o las expresiones de creadores pertenecientes a comunidades específicas, tales como artistas urbanos y el mundo del grafiti, tatuadores, reclusos, colectivo LGBTTTIQ, jóvenes ilustradores, artistas activistas, fotógrafos mexicanos, etc. Se interesa en dar a conocer el arte producido por mexicanos o sobre aspectos de la cultura mexicana en general y de la Ciudad de México en particular.
De modo periódico se arma a la tarea de promover el trabajo de pensadores y creadores en otras disciplinas como literatura, historia del arte, artes escénicas y cultura pop, en publicaciones, conversatorios y otro tipo de presentaciones.
Aparte de su programa de actividades alternas, realizado con instructores e invitados externos; cuenta con un programa de enlace con la comunidad de su entorno, siendo un medio para el despliegue de iniciativas de o con creadores e investigadores locales, en publicaciones y talleres sobre arte, cultura y microhistoria, tales como: "Diplomado en Albures Finos" de Alfonso Hernández, Lourdes Ruíz y Rusbel Navarro, los talleres de narración oral "El barrio toma la palabra" y "Voces Trans-parentes" en enlace con FINO (Festival Internacional de Narración Oral) o realiza publicaciones de escritores locales como los cuentistas Fernando César Ramírez, El "Famoso" Gómez, así como la publicación de fichas de personajes del barrio de Tepito, en el proyecto "Impronta de barrio".
Ha impulsado a la par y de modo no continuo, promoción de muestras de jóvenes artistas del interior de la república, en enlace con instituciones culturales estatales.

## Directores
Desde su creación a la fecha, cinco directores han estado a cargo del espacio: Elena Huerta (1951), Elena Olachea (1952-1986), Enrique Martínez(1987-1999), Carlos Jaurena (2000-2004) y Alfredo Matus (2005-).